# Škoda Ostrov
ŠKODA OSTROV s.r.o. (v letech 2008–2010 STROJÍRNY OSTROV s.r.o.) byla česká strojírenská firma ve městě Ostrov, která vyráběla zejména trolejbusy pro tuzemský i světový trh. Jejím vlastníkem byla Škoda Holding

## Historie
V souvislosti s omezováním provozu jáchymovských uranových dolů, kde do té doby pracovali z velké části političtí vězni, potřeboval stát využít místní infrastrukturu a zaměstnat zdejší obyvatele. Protože v té době zároveň Škoda Plzeň rozšiřovala výrobu pro investiční strojírenství a vymisťovala některé provozy, bylo rozhodnuto, že do Ostrova bude přemístěna právě výroba trolejbusů, jakkoliv zde nebyla žádná tradice s podobnou výrobou. Závod Škoda Ostrov tak byl budován od konce 50. let 20. století.
Prvním trolejbusem, který zde byl v prosinci 1960 zkompletován zčásti ještě z plzeňských dílů, byly vozy z 19. výrobní série typu Škoda 8Tr. Tyto vozy zamířily v rámci Československa jen do dopravních podniků ve městech Ostrava (5 vozů), Plzeň (2 vozy) a Pardubice (1 vůz), všechny ostatní byly dodány do zemí Sovětského svazu (SSSR). Od roku 1961 zvolna nabíhala výroba nového typu Škoda 9Tr s líbivou zaoblenou karosérií – nultá série byla (až na dva vozy pro Plzeň) opět dodána výhradně do SSSR, teprve vozy z řádné sériové výroby byly hromadně dodávány i do tuzemských dopravních podniků. Model 9Tr byl v různých modifikacích a s řadou modernizací vyráběn až do roku 1982, bylo jich celkem postaveno 7372 kusů a tím se také stal druhým nejrozšířenějším typem trolejbusu na světě (po sovětském ZiU-9, kterého bylo v letech 1972–2014 bylo vyrobeno více než 42 000 ks). Výroba totiž vcelku strmě rostla až k hranici 350 vozů ročně, přičemž byla také zbudována zkušební trolejbusová trať Ostrov–Jáchymov o délce 6,1 km. V dobách socialistického Československa byly vyvinuty a vyráběny ještě typy T 11 (1964–1967, pouze 7 kusů), 14Tr (sériová výroba 1981–1998, 3265 ks), první československý článkový trolejbus Škoda-Sanos S 200 (sériová výroba 1982–1987, 77 kusů), 15Tr (sériová výroba 1988–1995, 469 ks) a 17Tr (1987–1990, pouze 3 kusy).
Po sametové revoluci vznikla samostatná firma Škoda Ostrov s.r.o. (do obchodního rejstříku zapsána 1. října 1992, IČ 468 84 173), jejímž majitelem byla plzeňská Škoda. Došlo k důkladné modernizaci typů 14Tr/15Tr na 14TrM/15TrM, jejichž modifikace 14TrSF/15TrSF byly od konce 20. století úspěšně provozovány i v americkém San Francisku. V roce 1993 byl vyroben moderní nízkopodlažní článkový trolejbus 22Tr (sériová výroba 2002–2004, vyrobeno 13 kusů) a od něj byl zpětně odvozen dvounápravový nízkopodlažní trolejbus Škoda 21Tr (prototyp 1995, sériová výroba 1995–2004, vyrobeno 135 kusů), jehož derivací s motorem MAN vznikl nízkopodlažní autobus 21Ab (sériová výroba 1995–2001, vyrobeno 37 kusů).
V roce 2004 byla výroba pro ztrátovost a nedostatek zakázek zastavena, výroba nových trolejbusových typů 24Tr a 25Tr již byla realizována ve Škodě Electric v Plzni. Od 15. září 2004 bylo sídlo Škody Ostrov rovněž přeneseno do Plzně, v Ostrově byly ještě nějakou dobu vyráběny náhradní karoserie a další díly. Od 25. července 2008 do 23. listopadu 2010, kdy byla vymazána z obchodního rejstříku, nesla společnost název Strojírny Ostrov.

## Galerie vyráběných typů

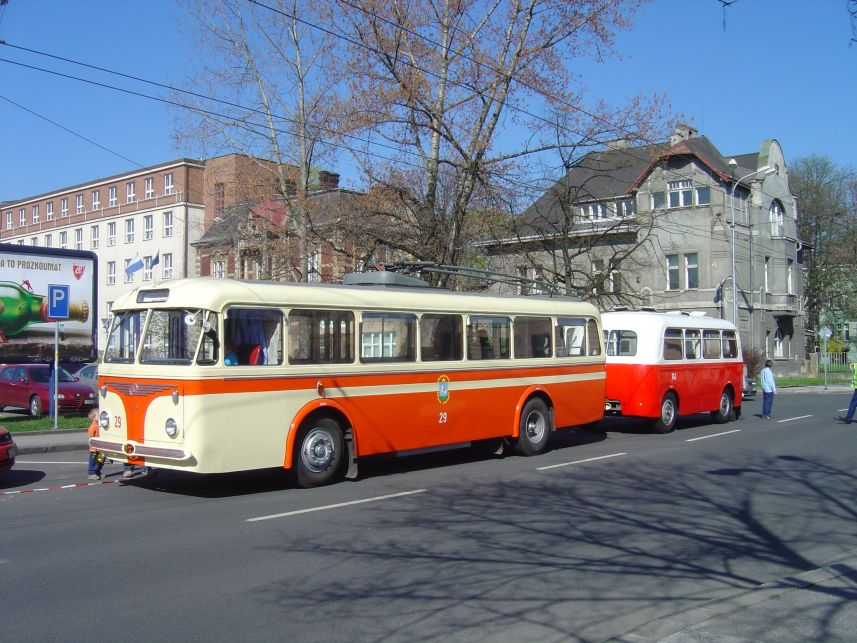
Škoda 8Tr (s vlekem Karosa B 40)
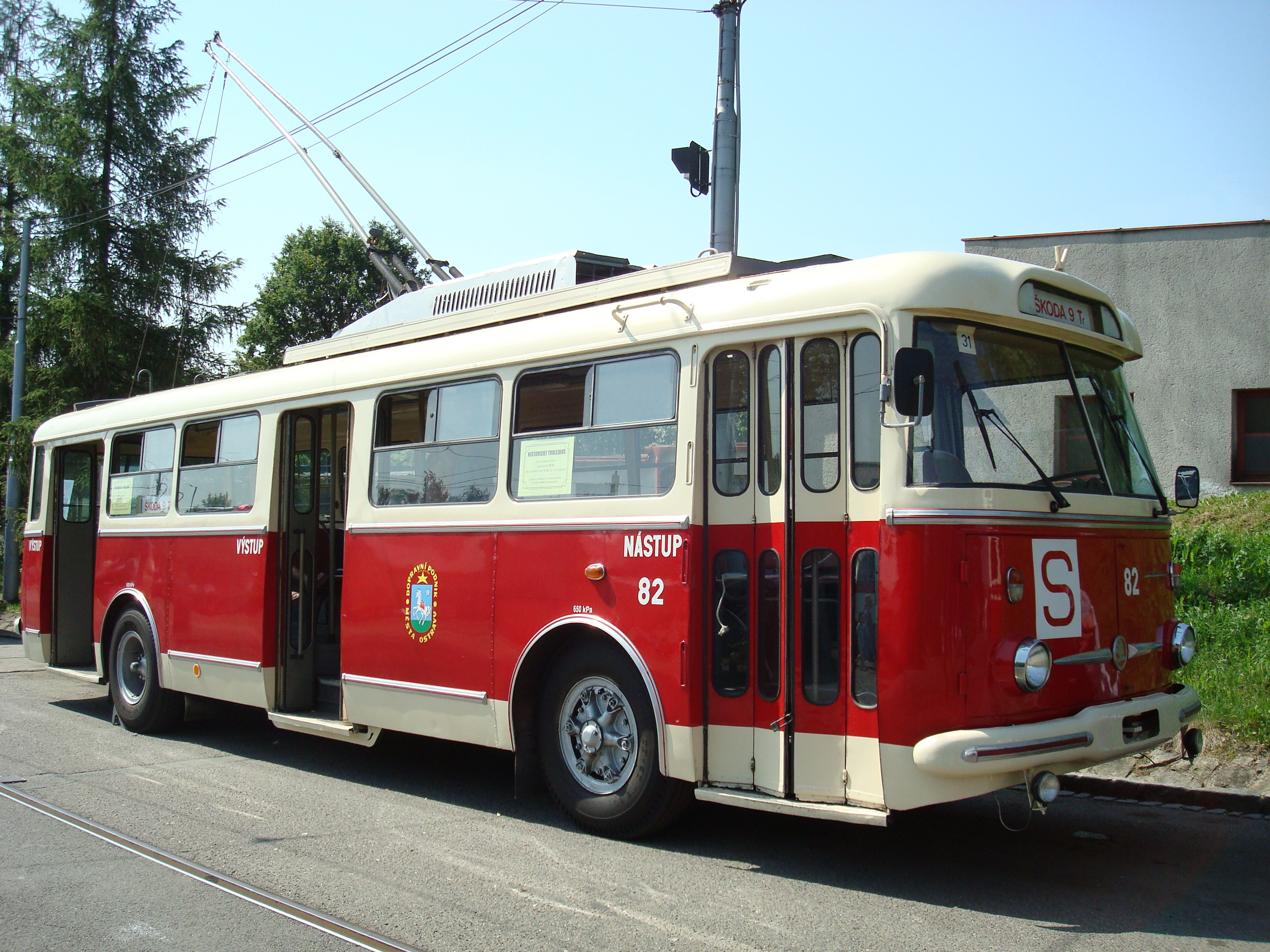
Škoda 9Tr
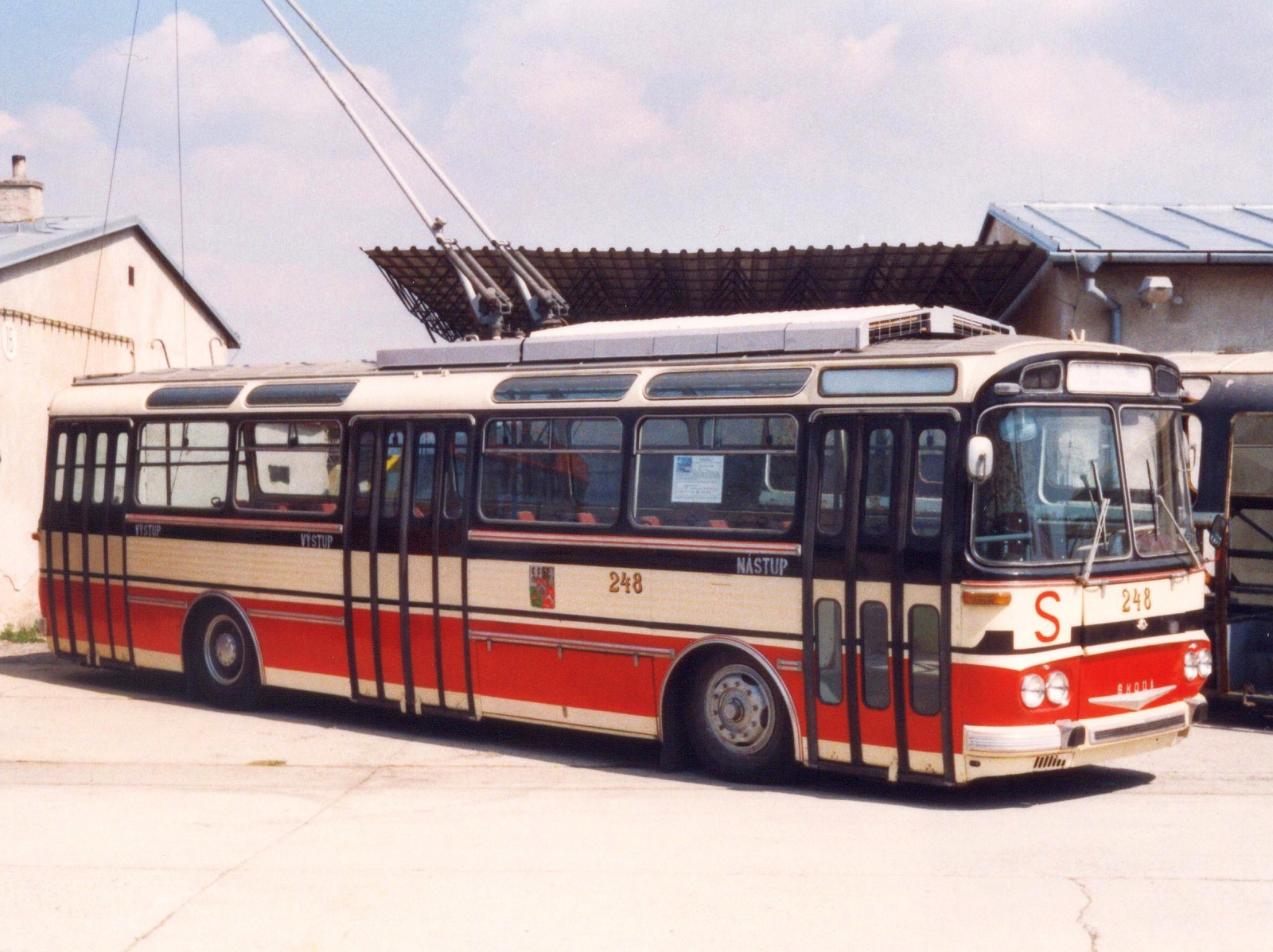
Škoda T 11
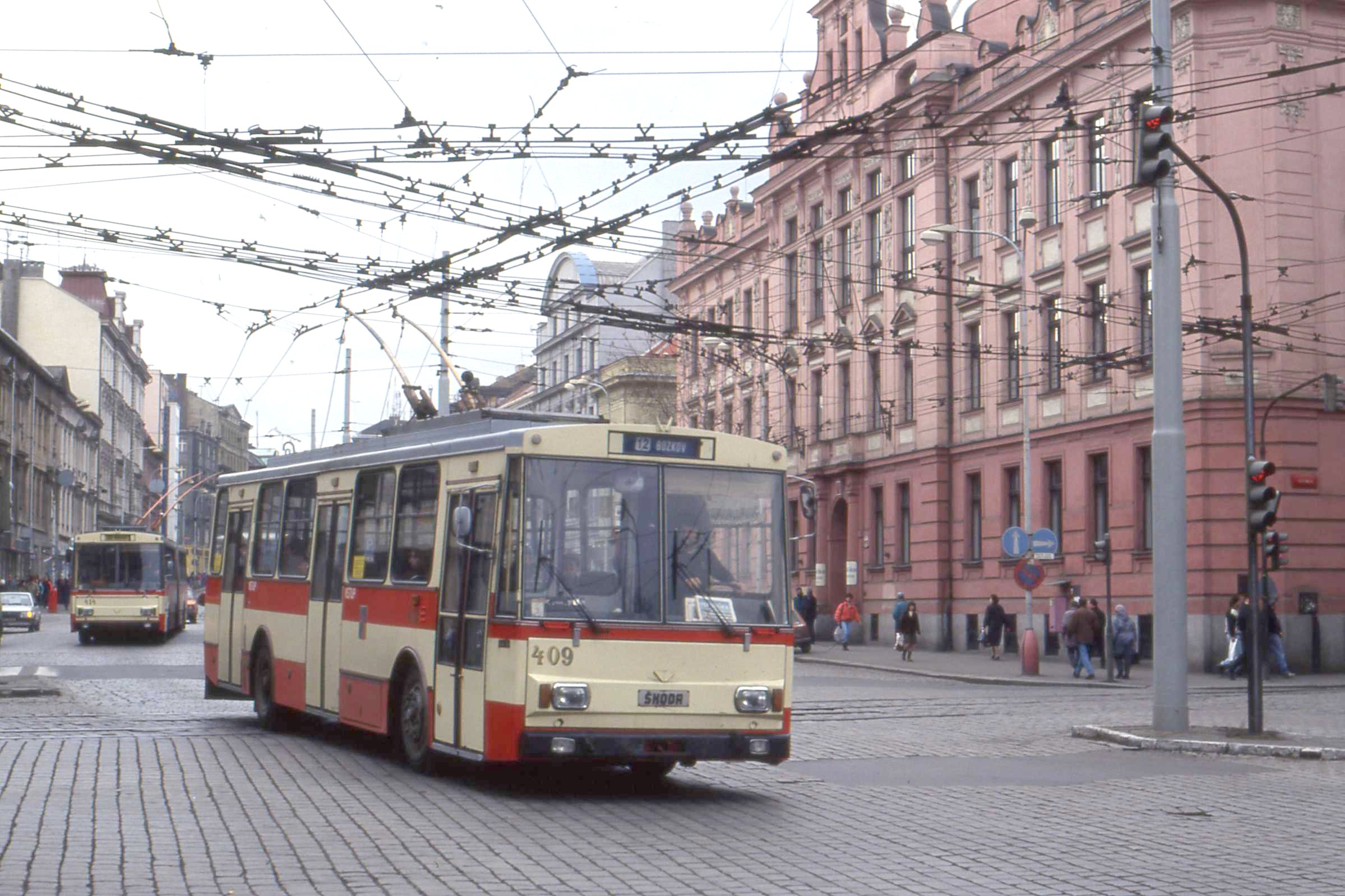
Škoda 14Tr
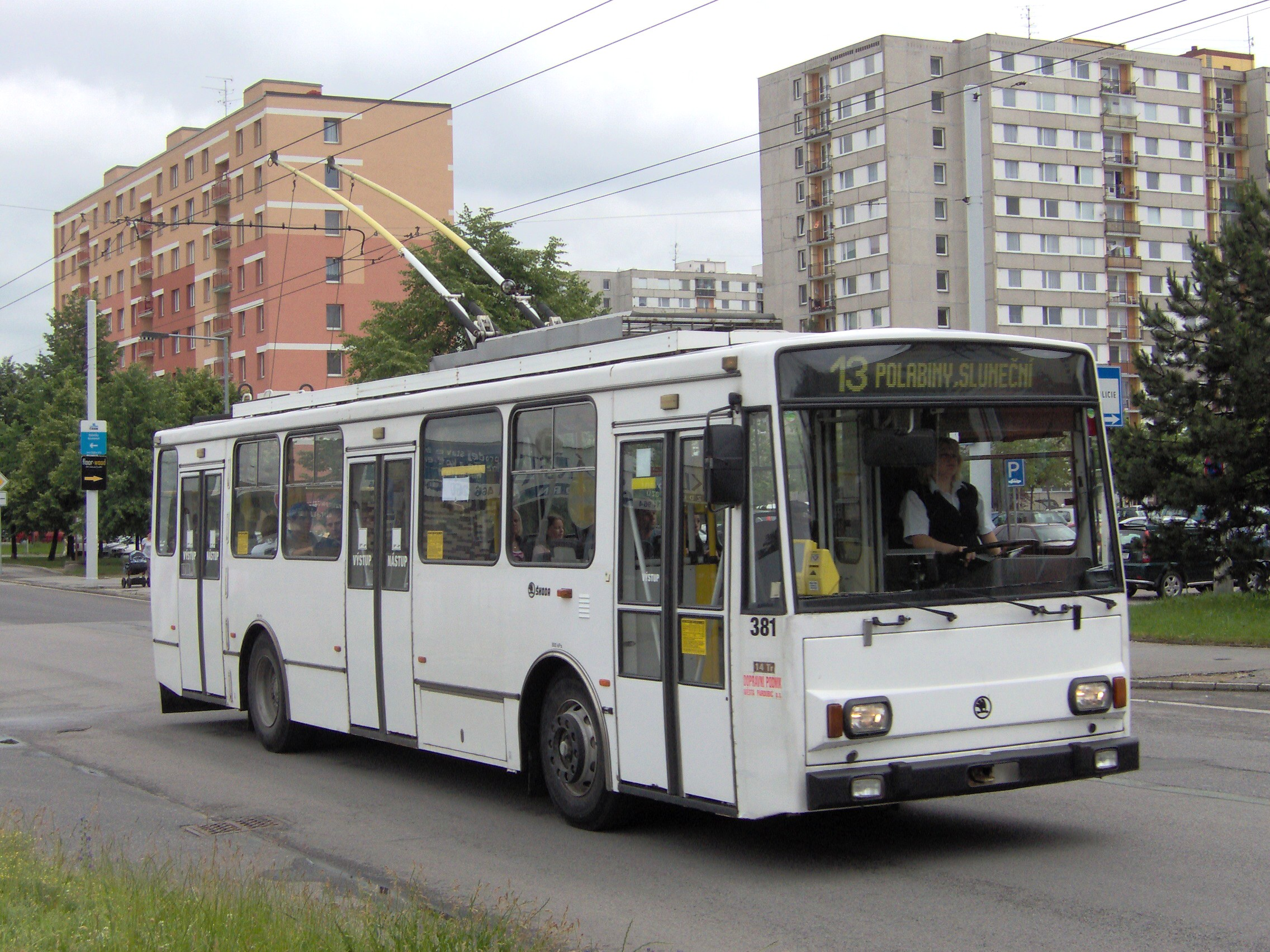
Škoda 14TrM
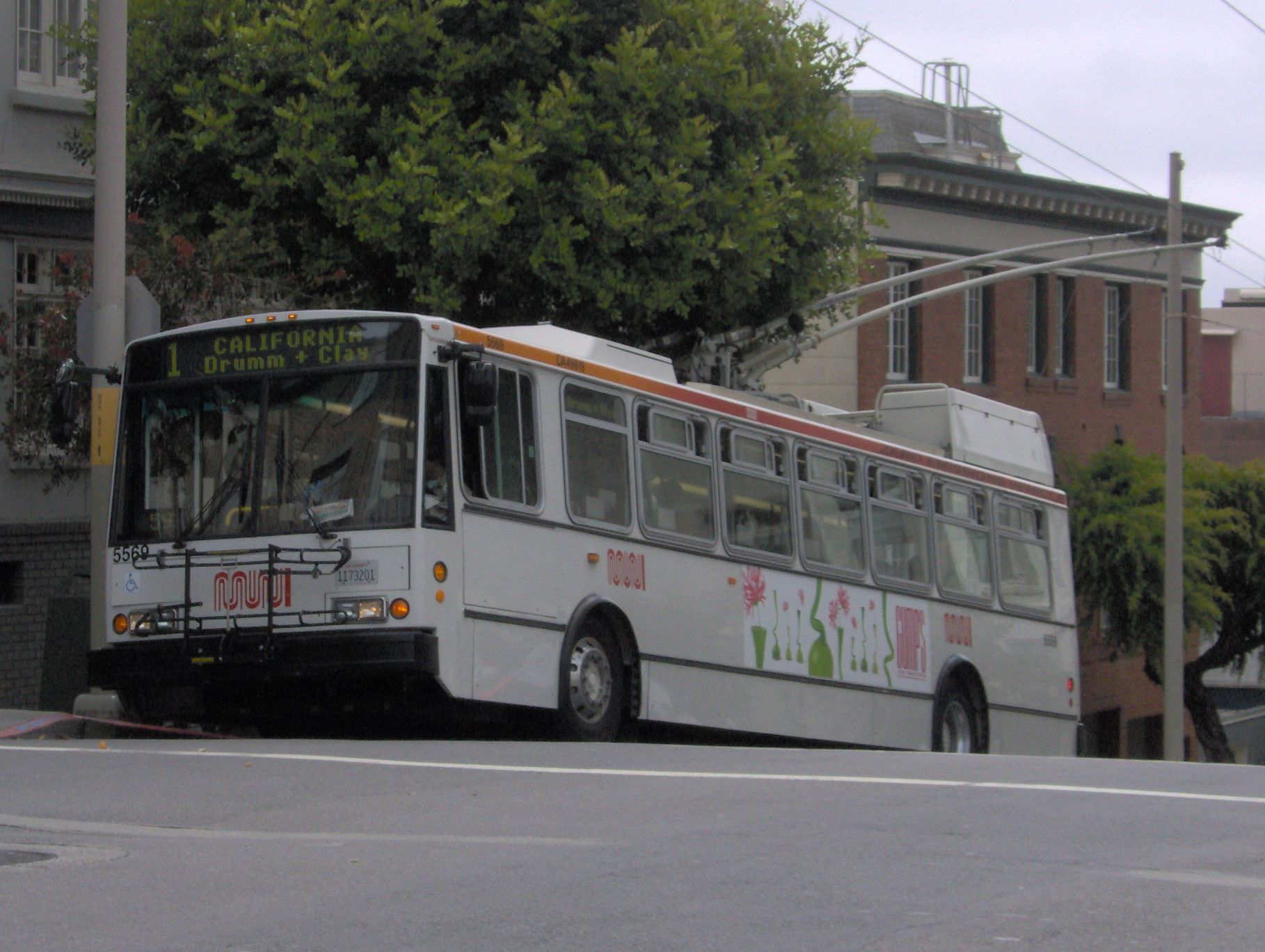
Škoda 14TrSF
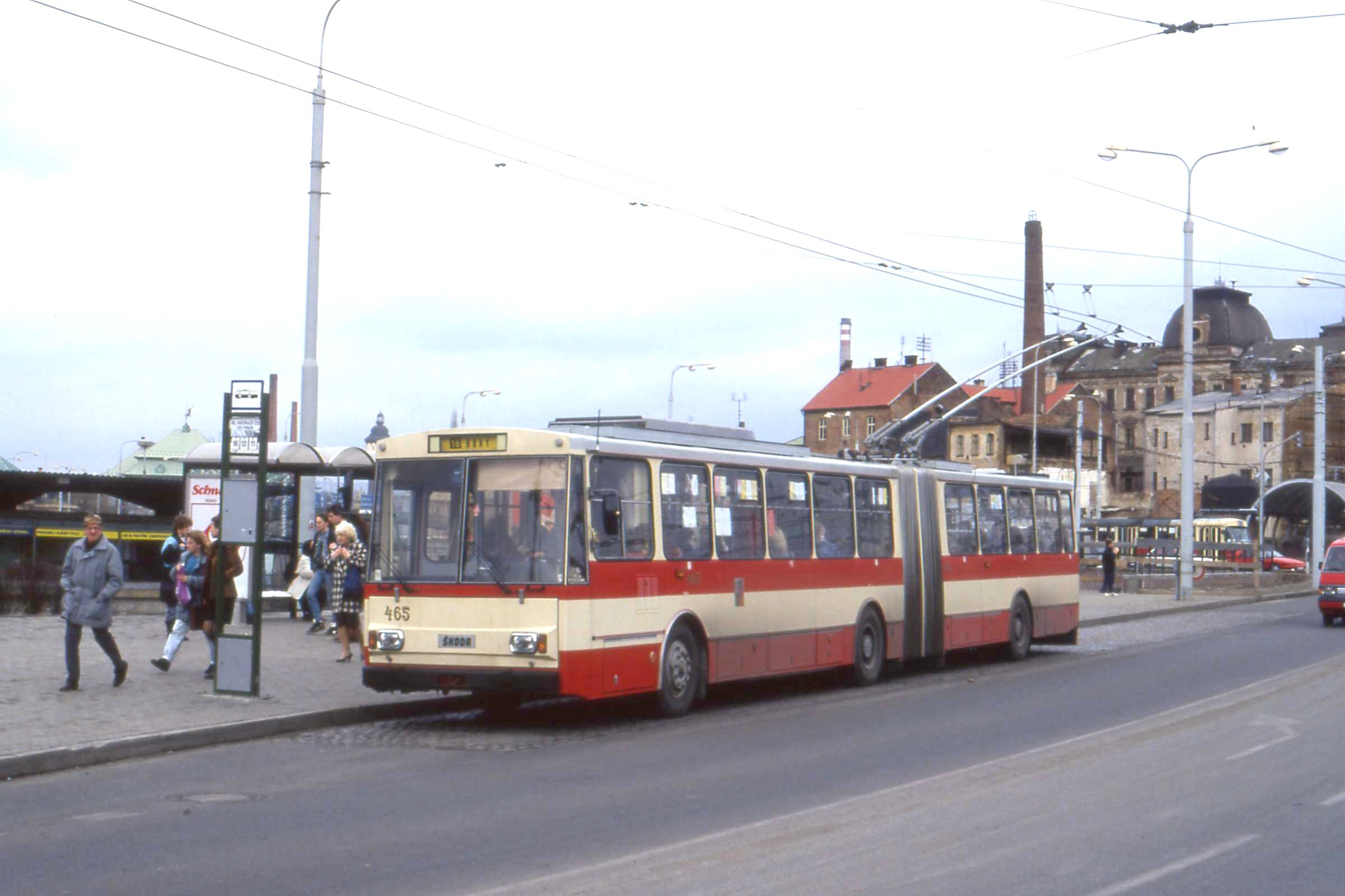
Škoda 15Tr
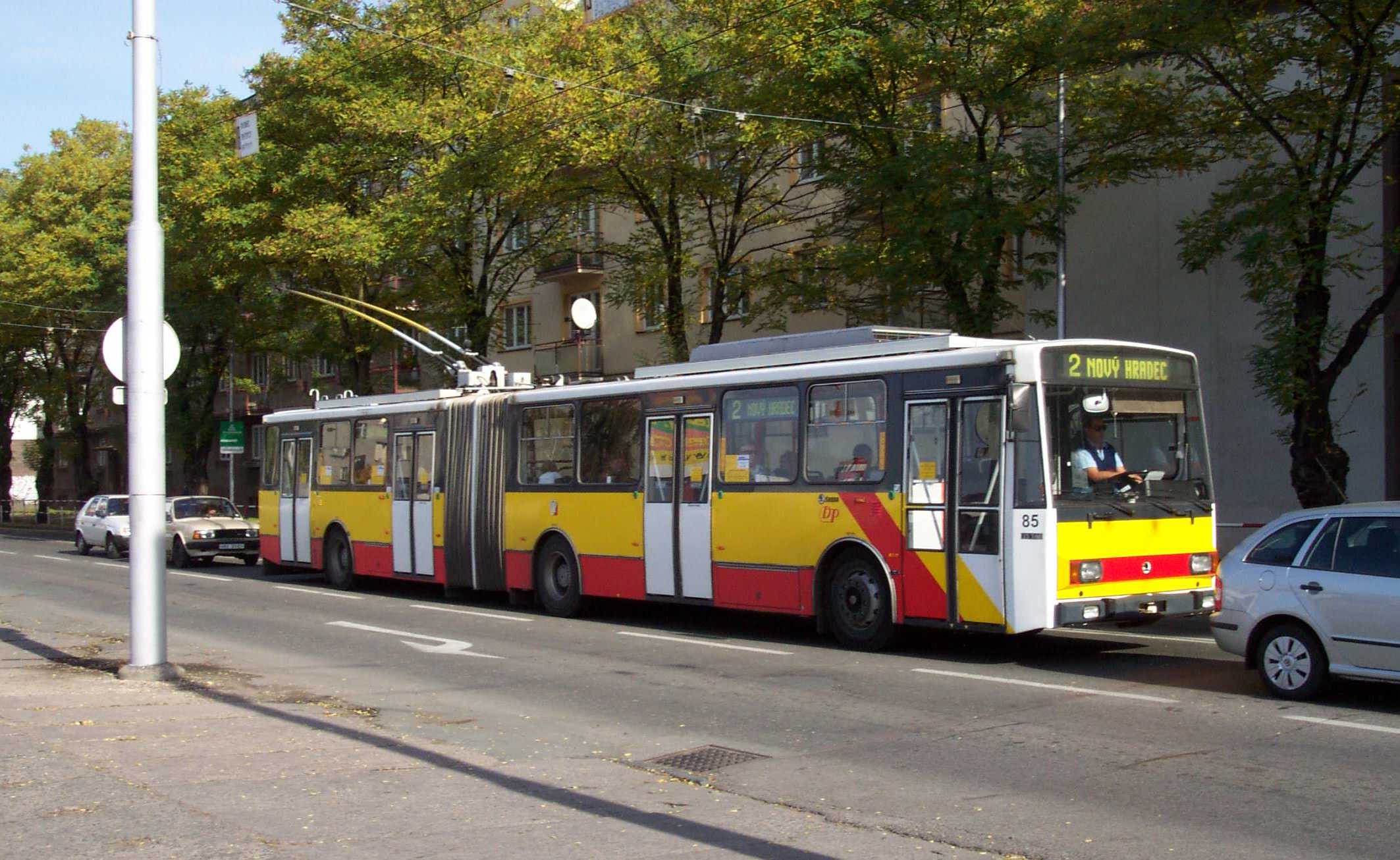
Škoda 15TrM
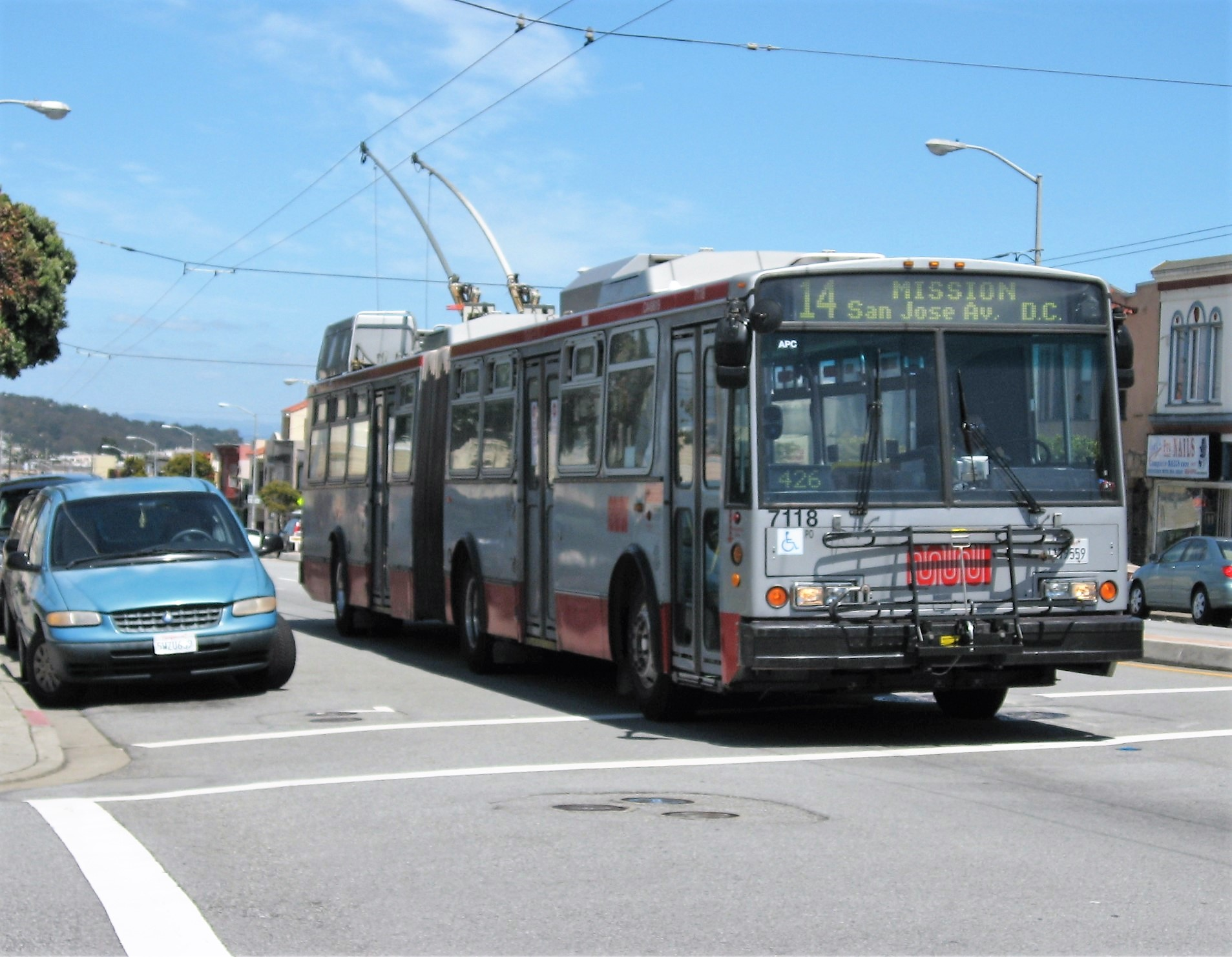
Škoda 15TrSF
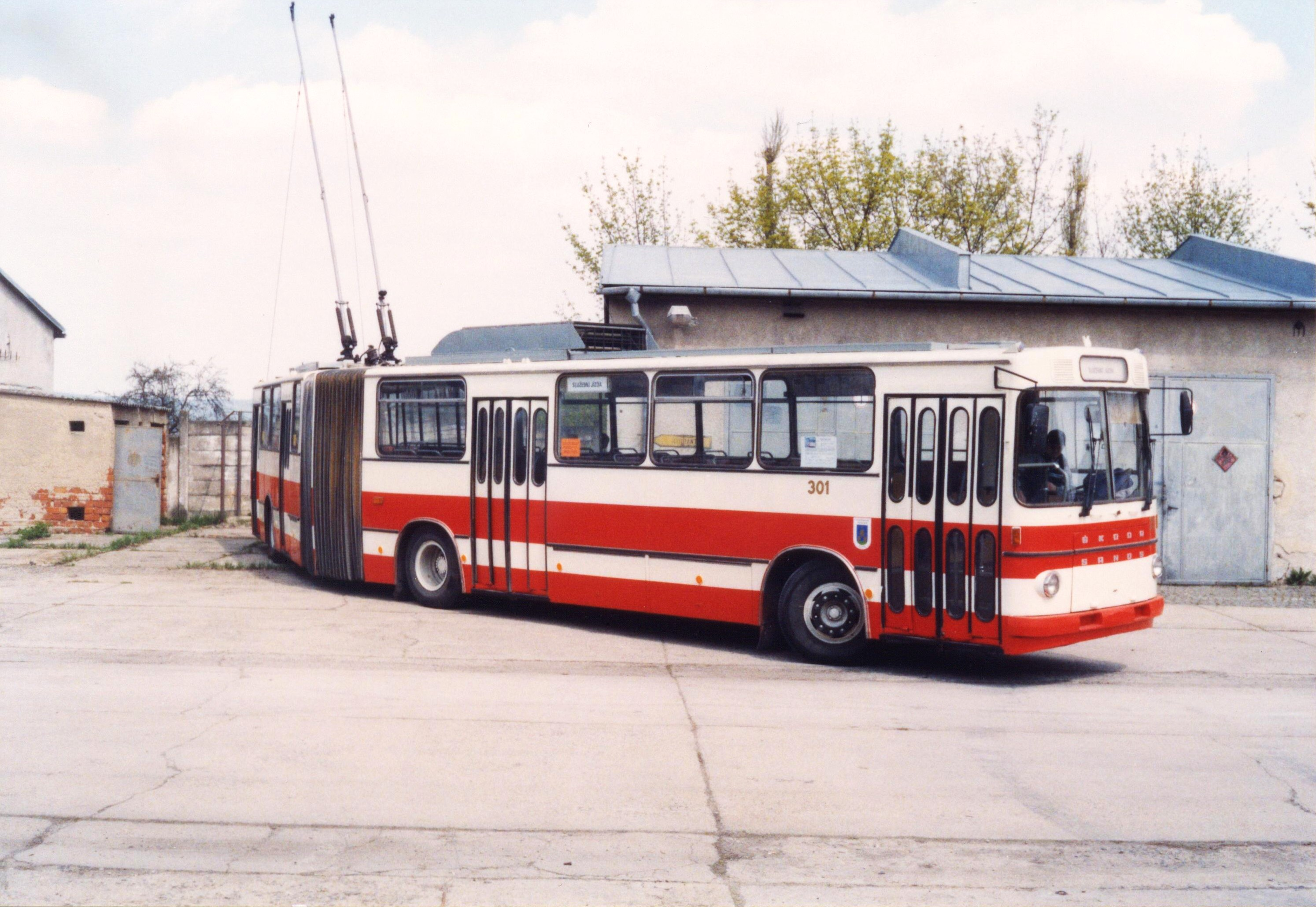
Škoda-Sanos S 200
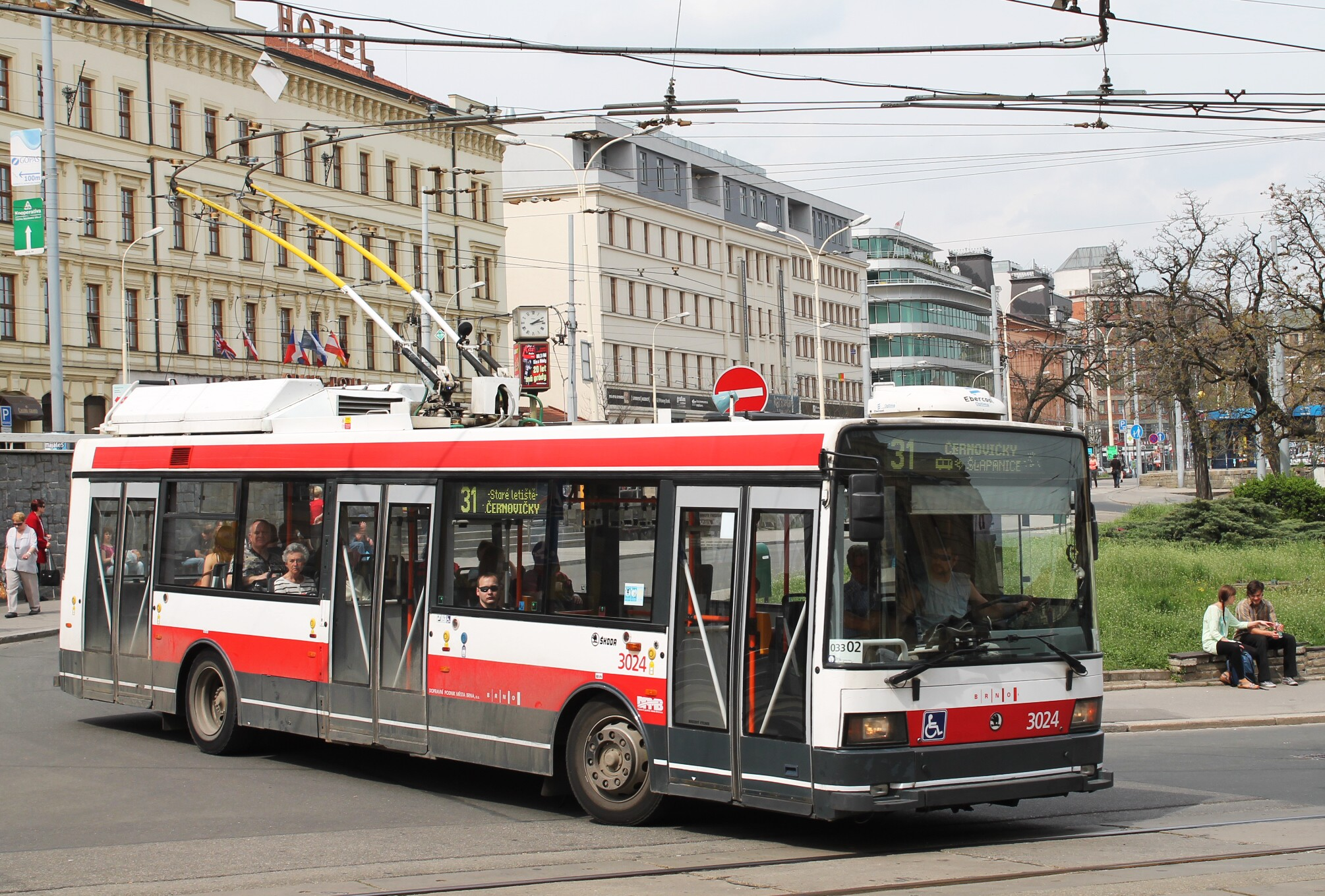
Škoda 21Tr
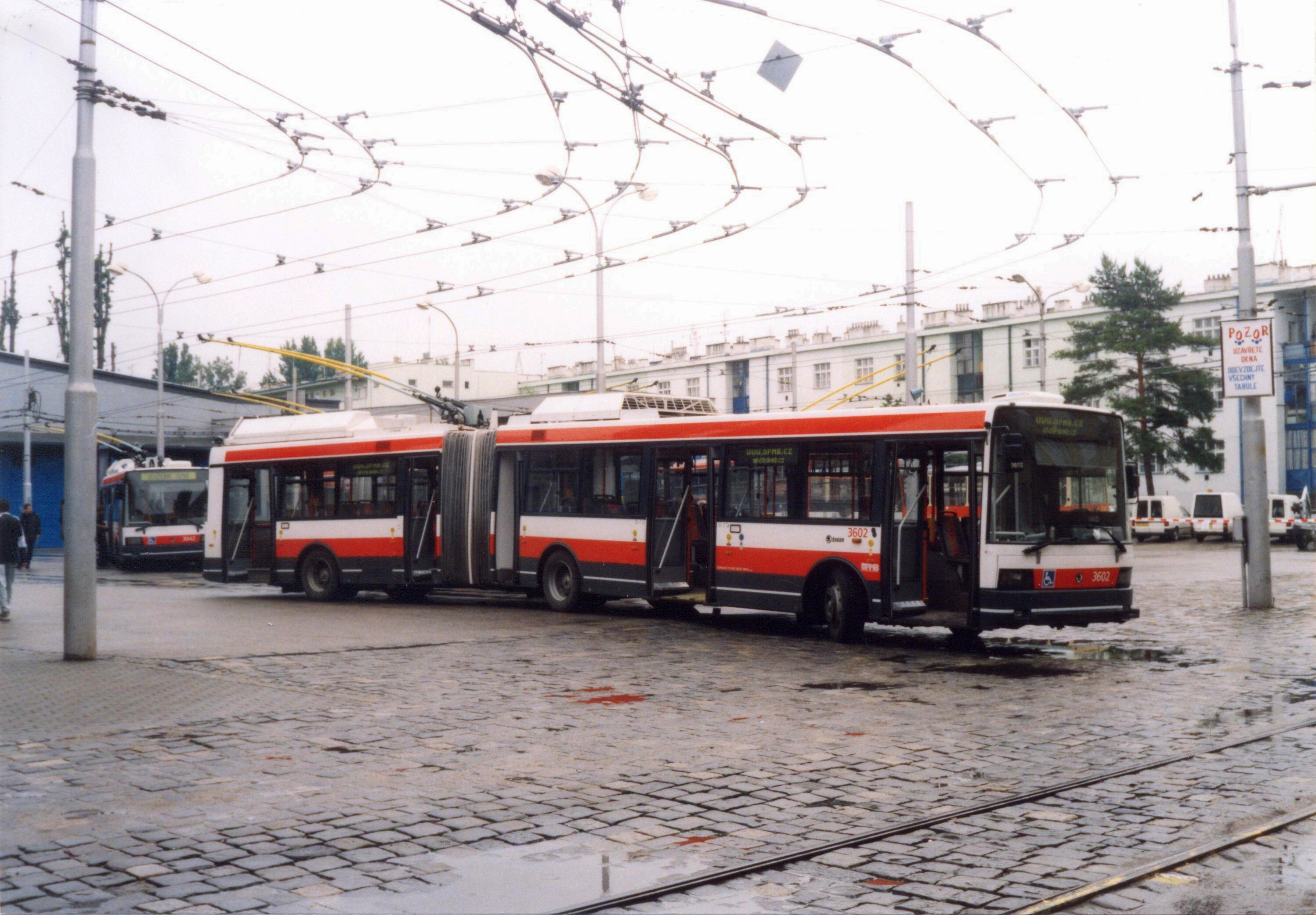
Škoda 22Tr
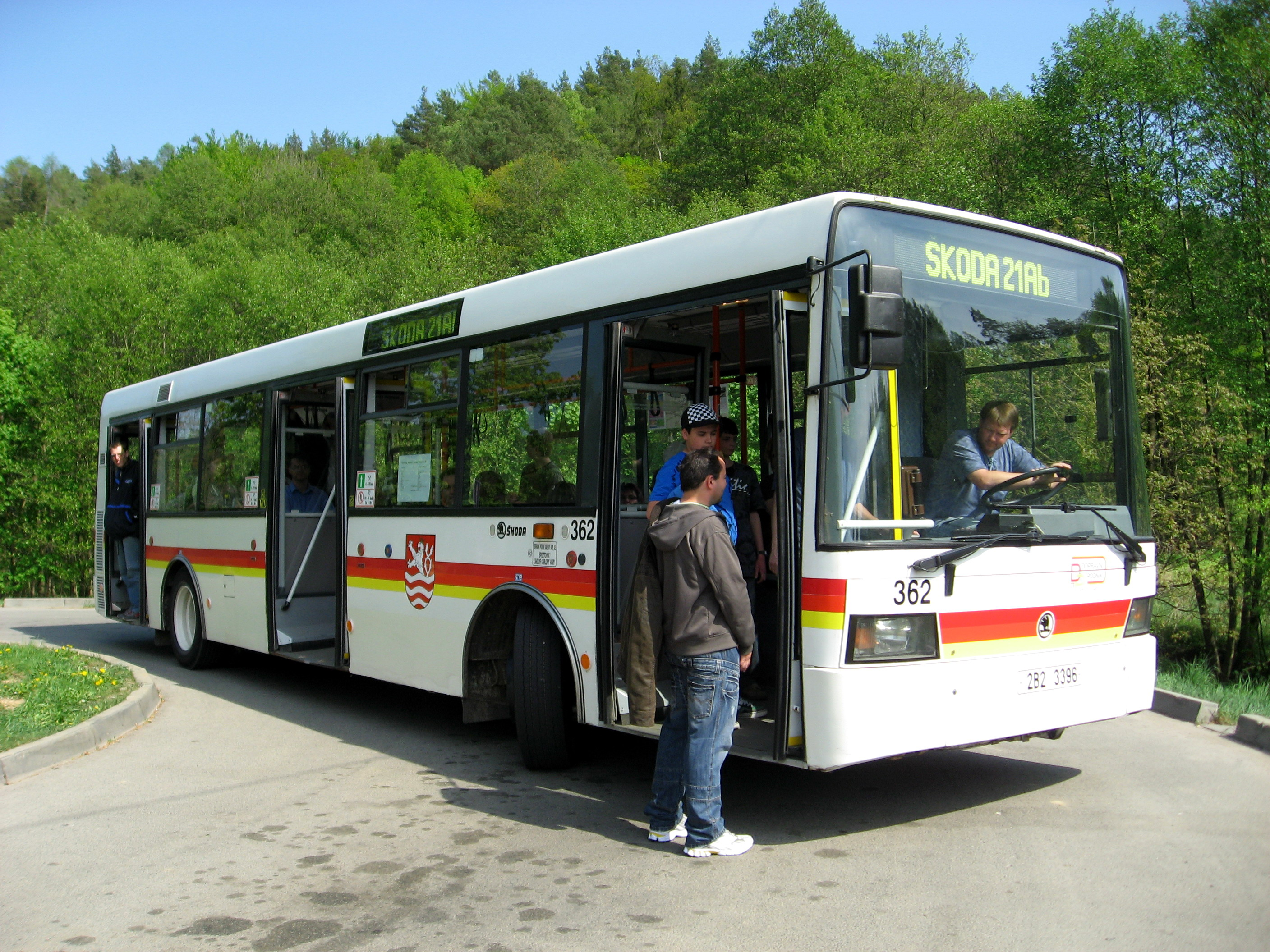
Autobus Škoda 21Ab

## Likvidace areálu
Ostrovský areál po skončení výroby trolejbusů chátral a stal se brownfieldem, následně byl prodán v konkurzu. Majitel, developerská společnost Panattoni Europe, má v plánu vybudovat v místě průmyslovou zónu Ostrov-sever. Demolice stávajících objektů má podle plánů začít na podzim 2018. Celý areál má být otevřený, oploceny budou jen jednotlivé haly.

## Vlečka
Do areálu podniku vedla železniční vlečka ze stanice Ostrov nad Ohří, která byla pozůstatkem železniční trati Ostrov – Jáchymov (provoz zastaven 3. srpna 1957). Nový majitel areálu nechal vlečku zrušit a v průběhu srpna 2009 byla vlečka zlikvidována.

## Pracovní tábor

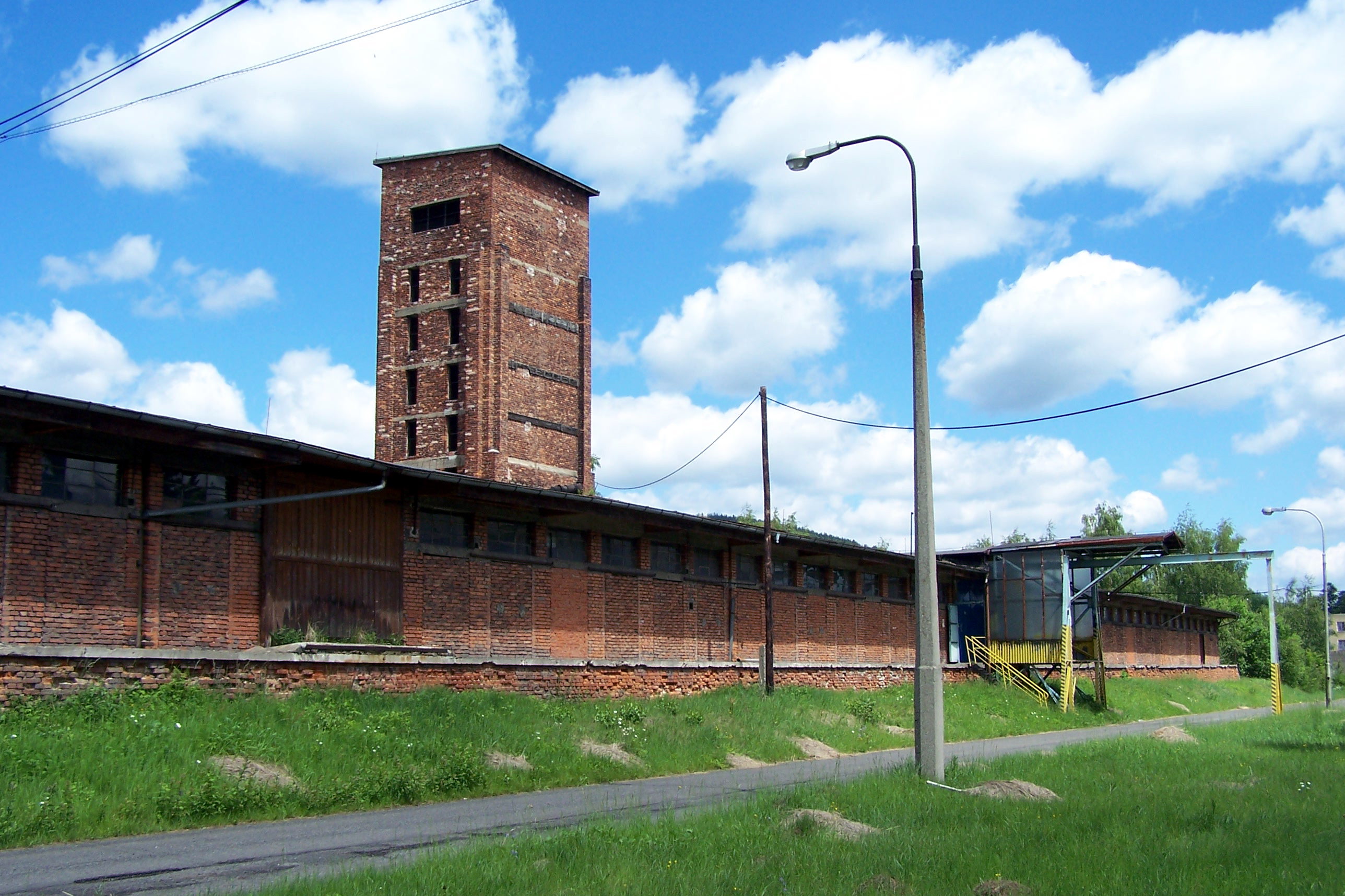
Věž smrti, bývalá třídička uranu

Část areálu v padesátých letech 20. století sloužila jako pracovní tábor pro politické vězně. Roku 2008 společnost Škoda Holding darovala tyto pozemky Konfederaci politických vězňů; Rudá věž (zvaná Věž smrti), která sloužila jako třídírna uranové rudy, byla prohlášena národní kulturní památkou.
Věž smrti má být při přestavbě areálu na průmyslovou zónu zachována a uvažuje se o jejím zpřístupnění veřejnosti.